# Ozolles
Ozolles ist eine französische Gemeinde mit 371 Einwohnern (Stand 1. Januar 2022) im Département Saône-et-Loire in der Region Bourgogne-Franche-Comté. Sie gehört zum Arrondissement Charolles und zum Gemeindeverband Le Grand Charolais. Die Bewohner werden Ozollois genannt.

## Geografie
Die Gemeinde Ozolles liegt etwa 52 Kilometer westlich von Mâcon in der Hügellandschaft des Charolais. Die kleinen Flussläufe im 27,2 km² großen Gemeindegebiet entwässern nach Nordwesten über die Ozolette zur Arconce im Einzugsgebiet der Loire. Die Gemeinde wird durch eine Mischung aus Wäldern, Wiesen und Äckern geprägt. Im Süden der Gemeinde wird nahe dem Weiler Les Forgeats mit 510 m über dem Meer der höchste Punkt erreicht. Zur Gemeinde gehören zahlreiche Ortsteile. Die größten sind Sommery, Montchalon, Verquilleux, Les Fougères, Les Drouillards, La Ronde, Crary, Cloudeau, Pomey, les Forgeats und Rambuteau. Nachbargemeinden von Ozolles sind Vendenesse-lès-Charolles im Norden, Beaubery im Nordosten, Verosvres im Osten (Berührungspunkt), Montmelard im Südosten, Gibles und Bois-Sainte-Marie im Süden, Colombier-en-Brionnais im Südwesten, Ouroux-sous-le-Bois-Sainte-Marie und Marcilly-la-Gueurce im Westen sowie Vaudebarrier im Nordwesten.

## Bevölkerungsentwicklung
| Jahr      | 1962 | 1968 | 1975 | 1982 | 1990 | 1999 | 2006 | 2014 | 2021 |
| Einwohner | 660  | 583  | 540  | 527  | 502  | 483  | 441  | 428  | 377  |

Im Jahr 1856 wurde mit 1243 Bewohnern die bisher höchste Einwohnerzahl ermittelt. Die Zahlen basieren auf den Daten von cassini.ehess und INSEE.

## Sehenswürdigkeiten
- Kirche des Martyriums von Johannes dem Täufer (Église du Martyre-de-Saint-Jean-Baptiste)
- Schloss Crary
- Schloss Rambuteau, Anfang des 19. Jahrhunderts von Claude-Philibert Barthelot, Graf von Rambuteau, an der Stelle eines 1777 errichteten Gebäudes restauriert, das auf einem Gebäude aus dem 16. Jahrhundert aufgebaut wurde, von dem nur ein Turm und eine Kapelle erhalten ist, Monument historique[3]
- Kapelle Saint-Henri et Sainte-Marguerite am Schloss Rambuteau
- Château de Beauregard
- Kapelle im Ortsteil Pomey
- Ruine der „Kapelle der Weißen“ (ehemals St. Barbara) im Ortsteil Pomey

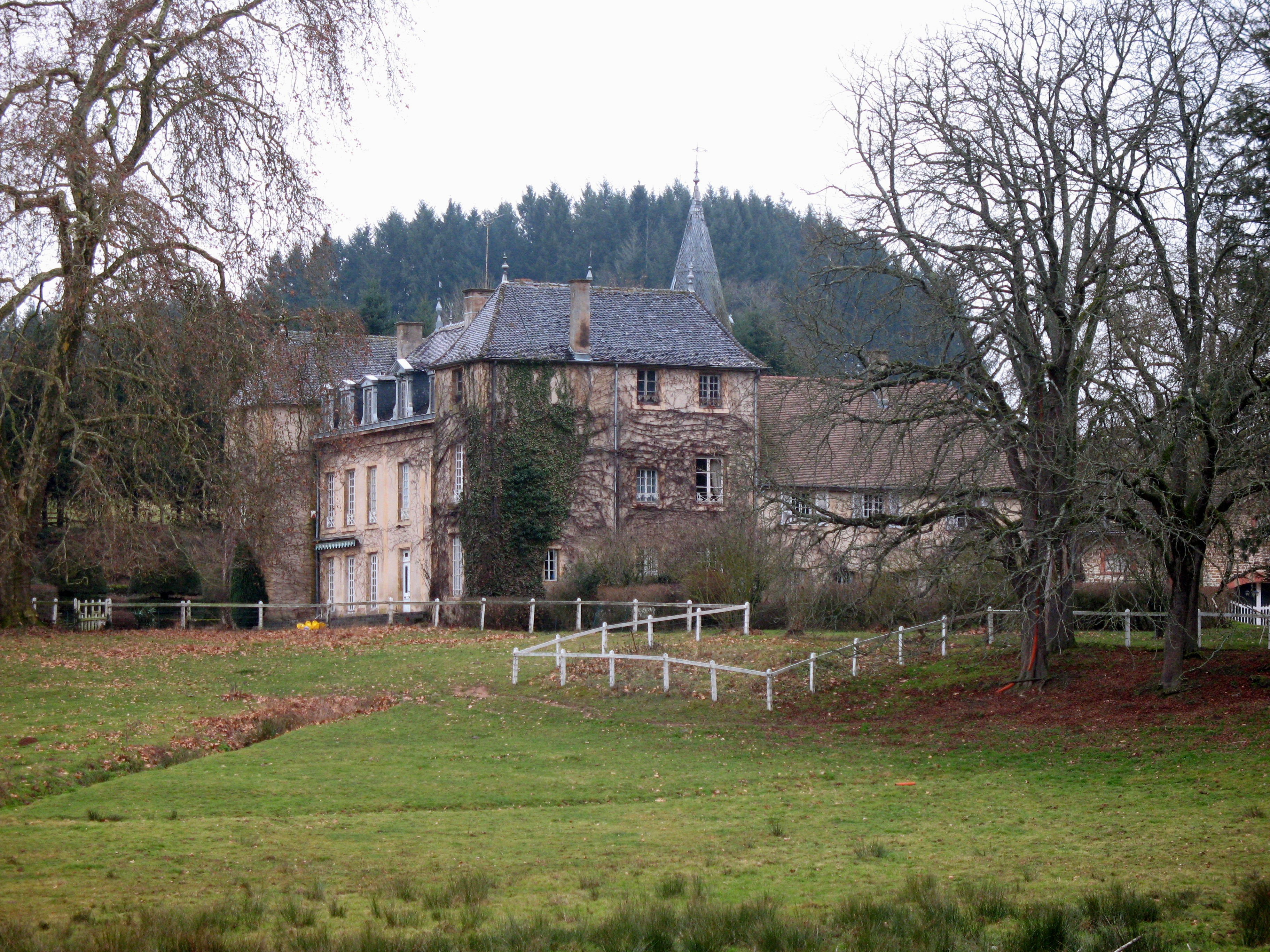
Schloss Crary
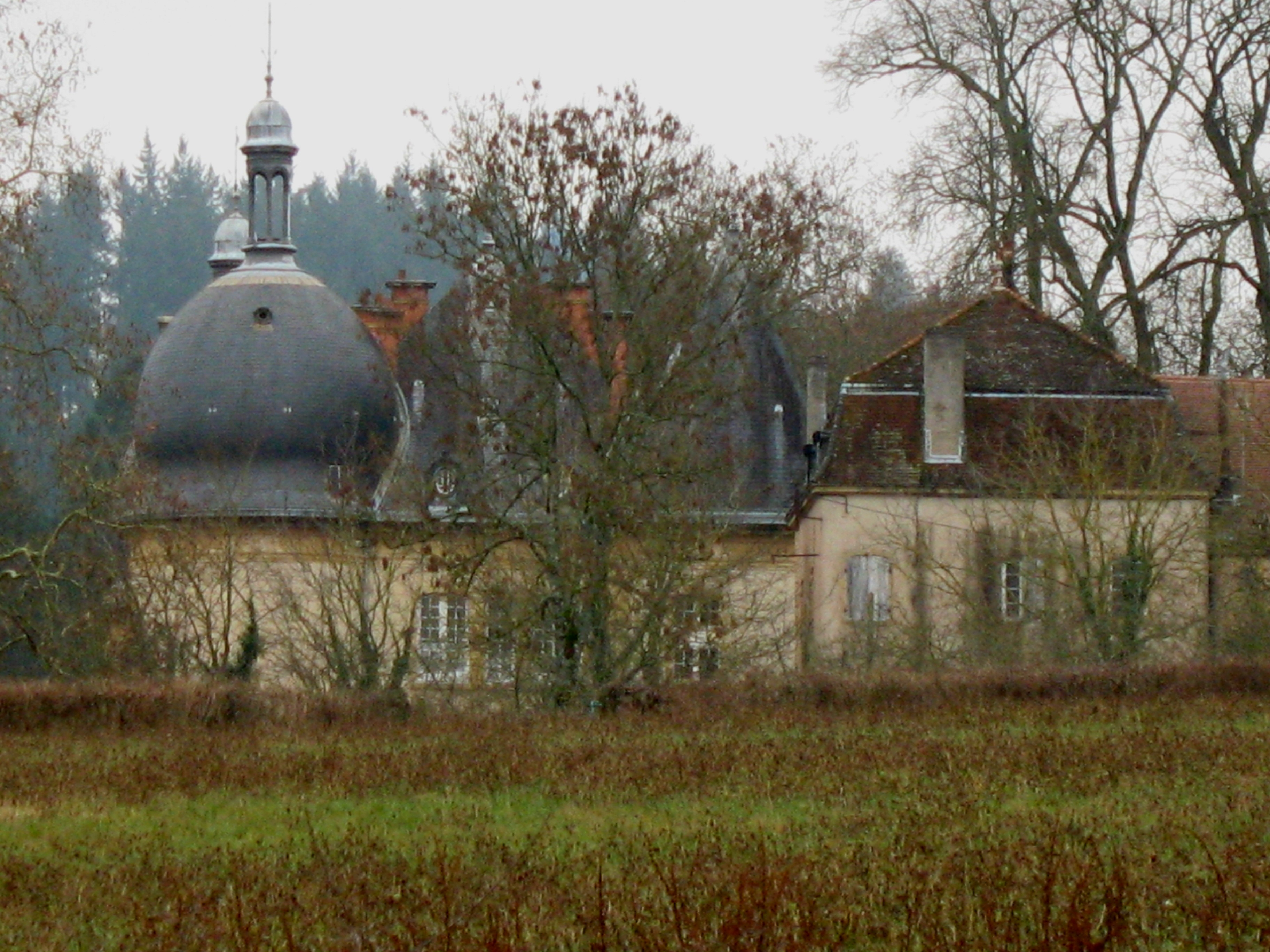
Schloss Rambuteau
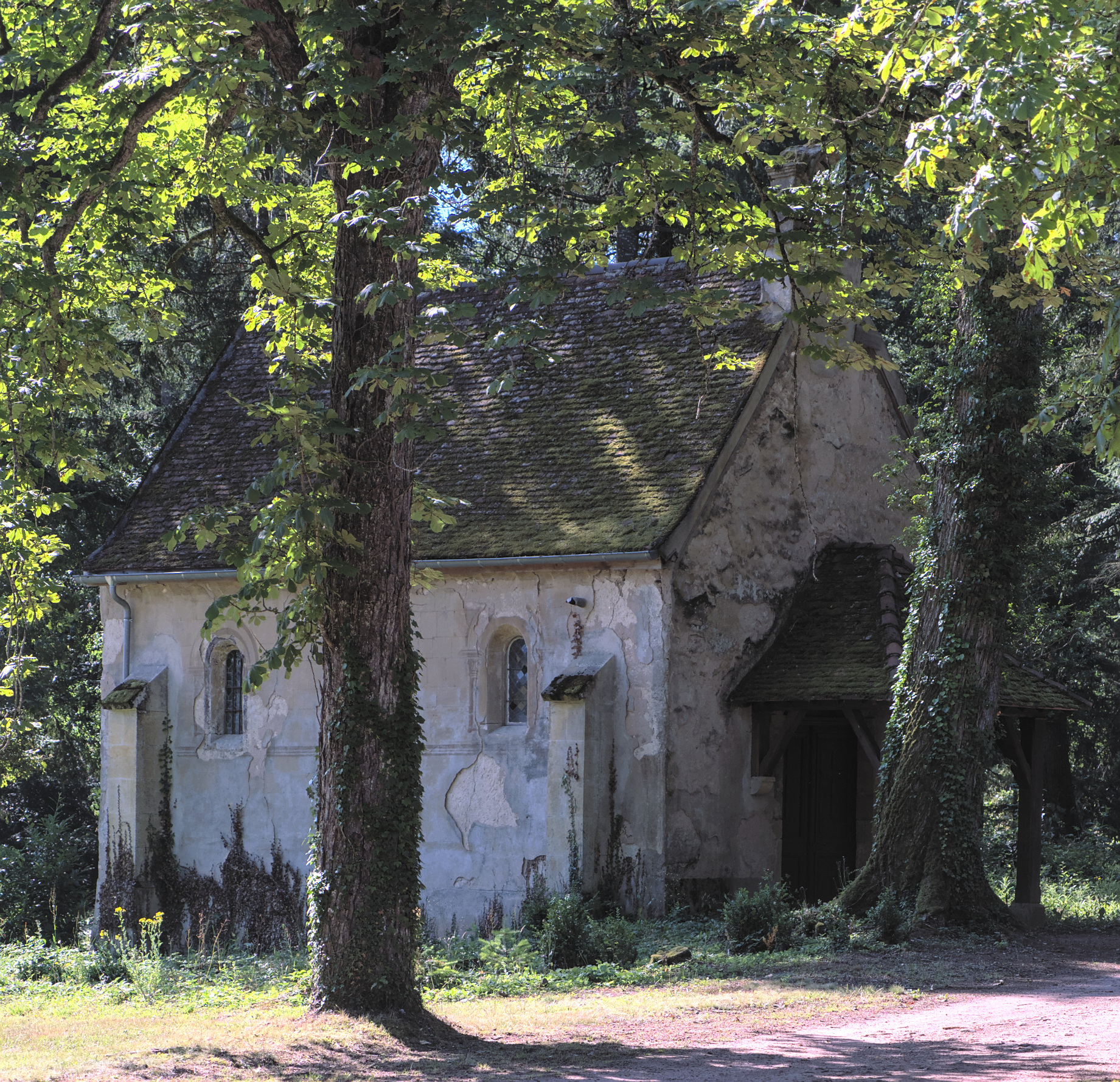
Schlosskapelle
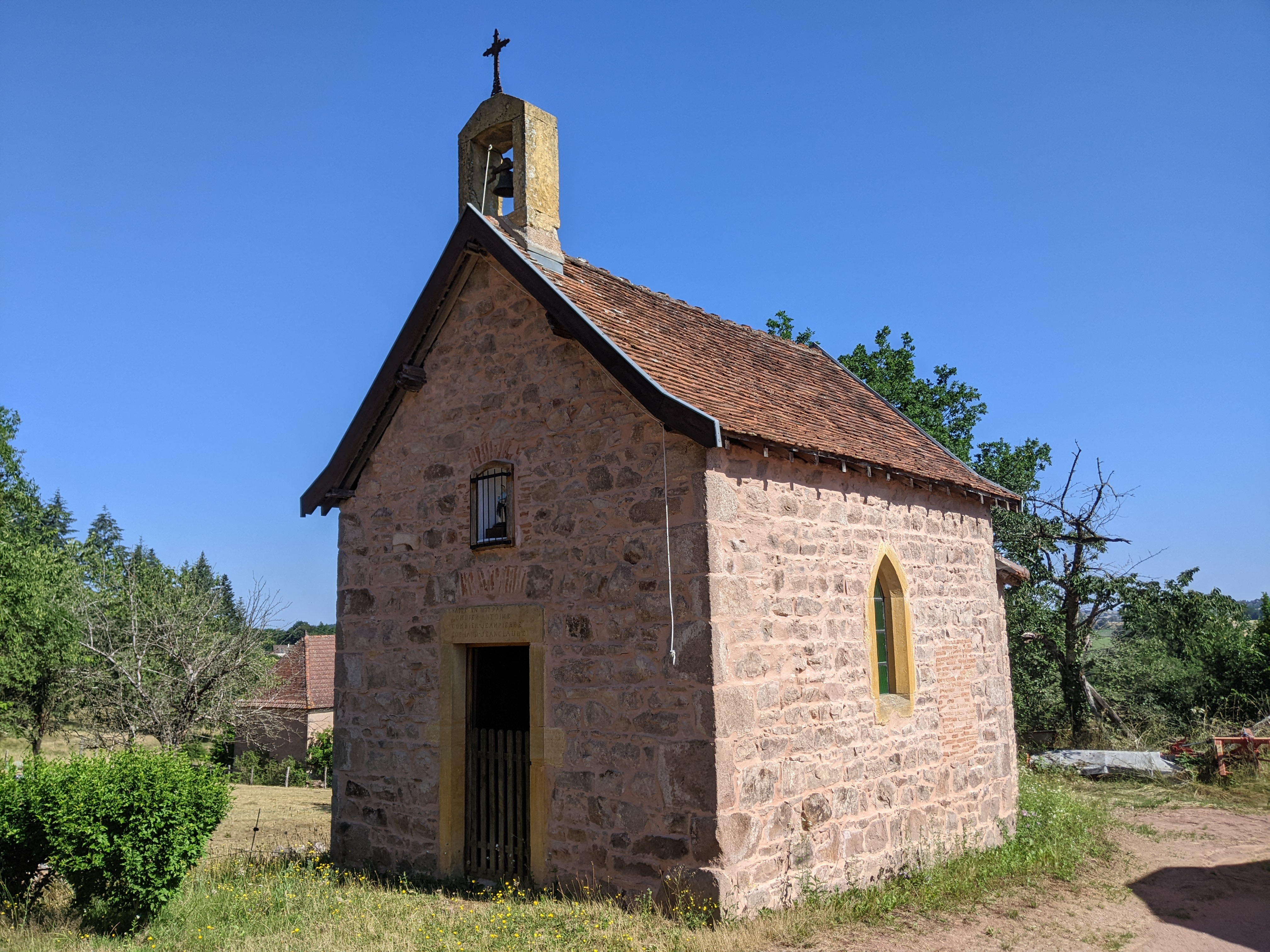
Kapelle in Pomey
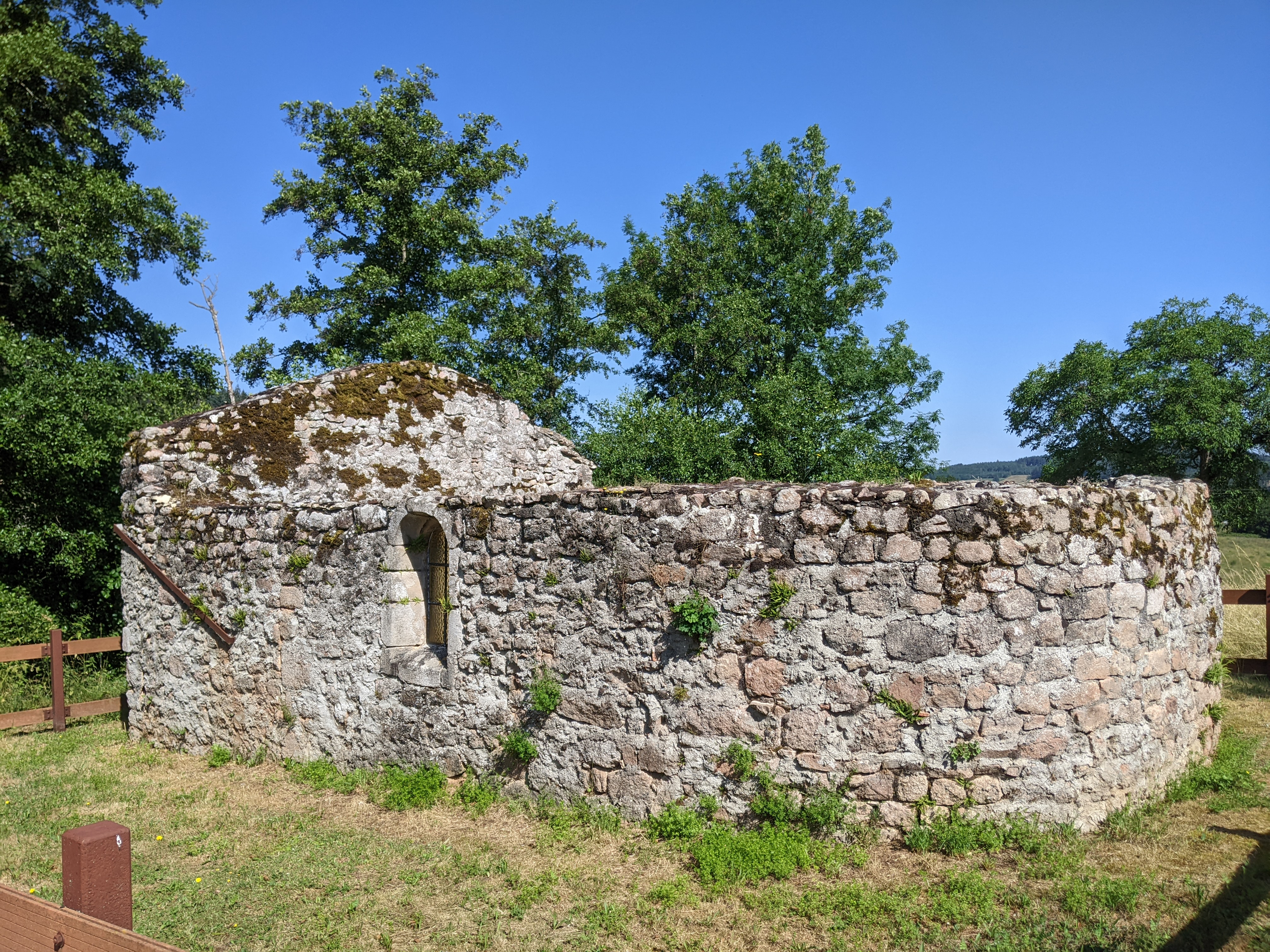
Ruine der „Kapelle der Weißen“

## Wirtschaft und Infrastruktur
In der Gemeinde sind 34 Landwirtschafts- und zwölf Forstwirtschaftsbetriebe ansässig (Getreideanbau, Rinder-, Pferde- und Geflügelzucht).
Ozolles liegt abseits der überregional wichtigen Verkehrswege. Neun Kilometer westlich der Gemeinde verläuft die Fernstraße D 985 von Charolles nach Lyon. Zehn Kilometer nordöstlich von Ozolles besteht ein Anschluss an die autobahnartig ausgebaute Route nationale 79 von Mâcon nach Moulins.

## Belege
1. ↑  Ozolles auf cassini.ehess
2. ↑  Ozolles auf INSEE
3. ↑  Château de Rambuteau in der Base Mérimée des französischen Kulturministeriums (französisch)
4. ↑  Landwirtschaftsbetriebe auf annuaire-mairie.fr
5. ↑  Forstwirtschaftsbetriebe auf annuaire-mairie.fr